# Камиллери, Терри
Те́рри Камилле́ри (англ. Terry Camilleri, родился 19 января 1974 года) — мальтийский профессиональный снукерный рефери. Проживает в городе Калькара (Мальта).

## Карьера
Терри Камиллери начал свою карьеру рефери в 1990 году, а профессиональный статус по этой специальности получил в 2001-м. Камиллери судил два примечательных матча на чемпионатах мира: четвертьфинал турнира 2008 года между Алистером Картером и Питером Эбдоном, когда Картер сделал максимальный брейк, а также матч аналогичной стадии годом позже (максимум уже в исполнении Стивена Хендри). Первый же максимум при судействе Терри состоялся на групповом этапе Гран-при 2006 (автором серии стал Джейми Коуп).

### Главные финалы под судейством Камиллери
- Шанхай Мастерс 2008 (рейтинговый)
- Кубок Мальты 2007 (рейтинговый)
- Кубок Мальты 2008 (нерейтинговый)
- Welsh Open 2012 (рейтинговый)